# Tarasivka, Kiev-Sveatoșîn
Tarasivka (în ucraineană Тарасівка) este localitatea de reședință a comunei Tarasivka din raionul Kiev-Sveatoșîn, regiunea Kiev, Ucraina.

## Demografie
Componența lingvistică a localității Tarasivka
     Ucraineană (94,62%)
     Rusă (4,85%)
     Alte limbi (0,12%)
Conform recensământului din 2001, majoritatea populației localității Tarasivka era vorbitoare de ucraineană (94,62%), existând în minoritate și vorbitori de rusă (4,85%).

## Галерея

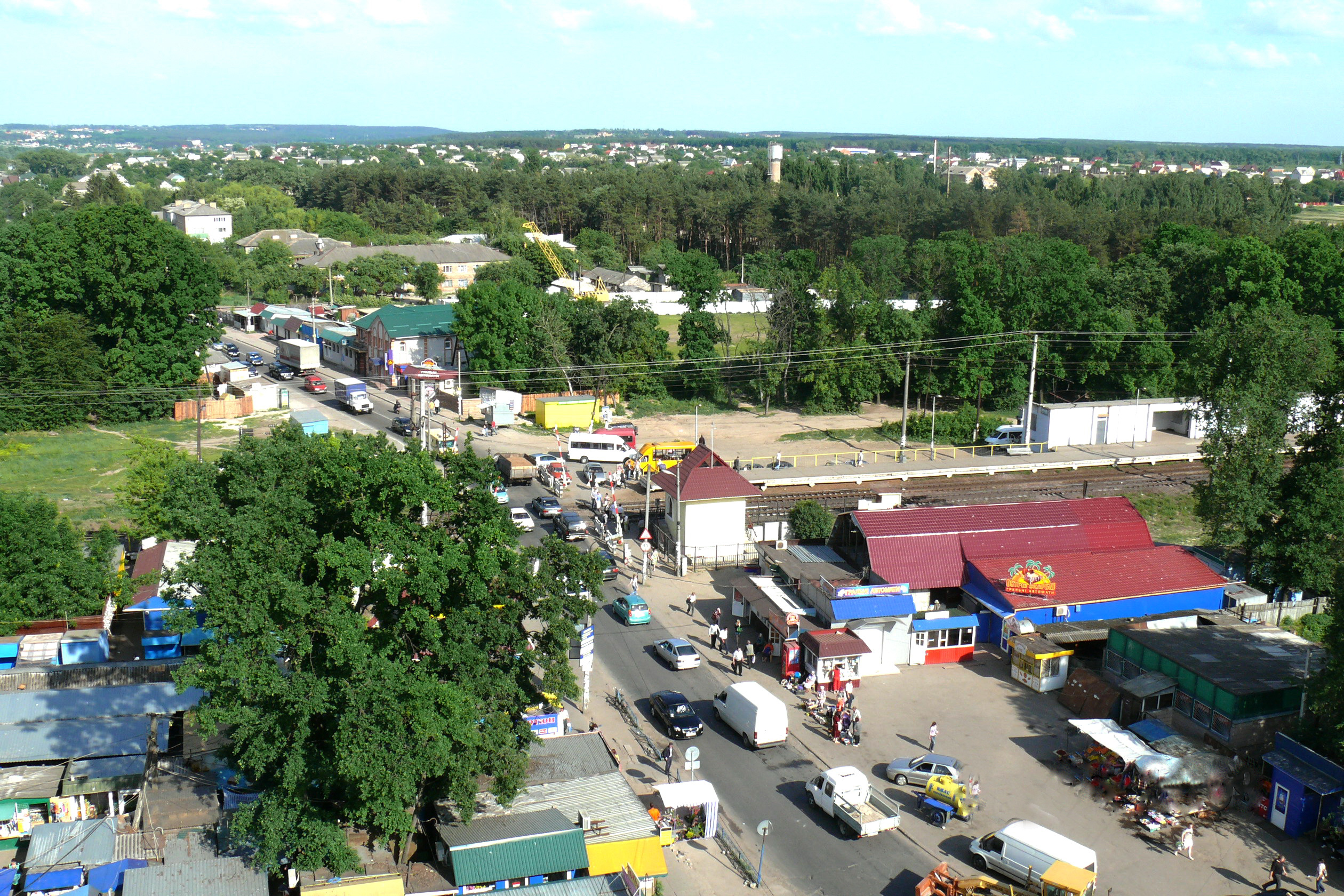
Platforma feroviară Tarasivka
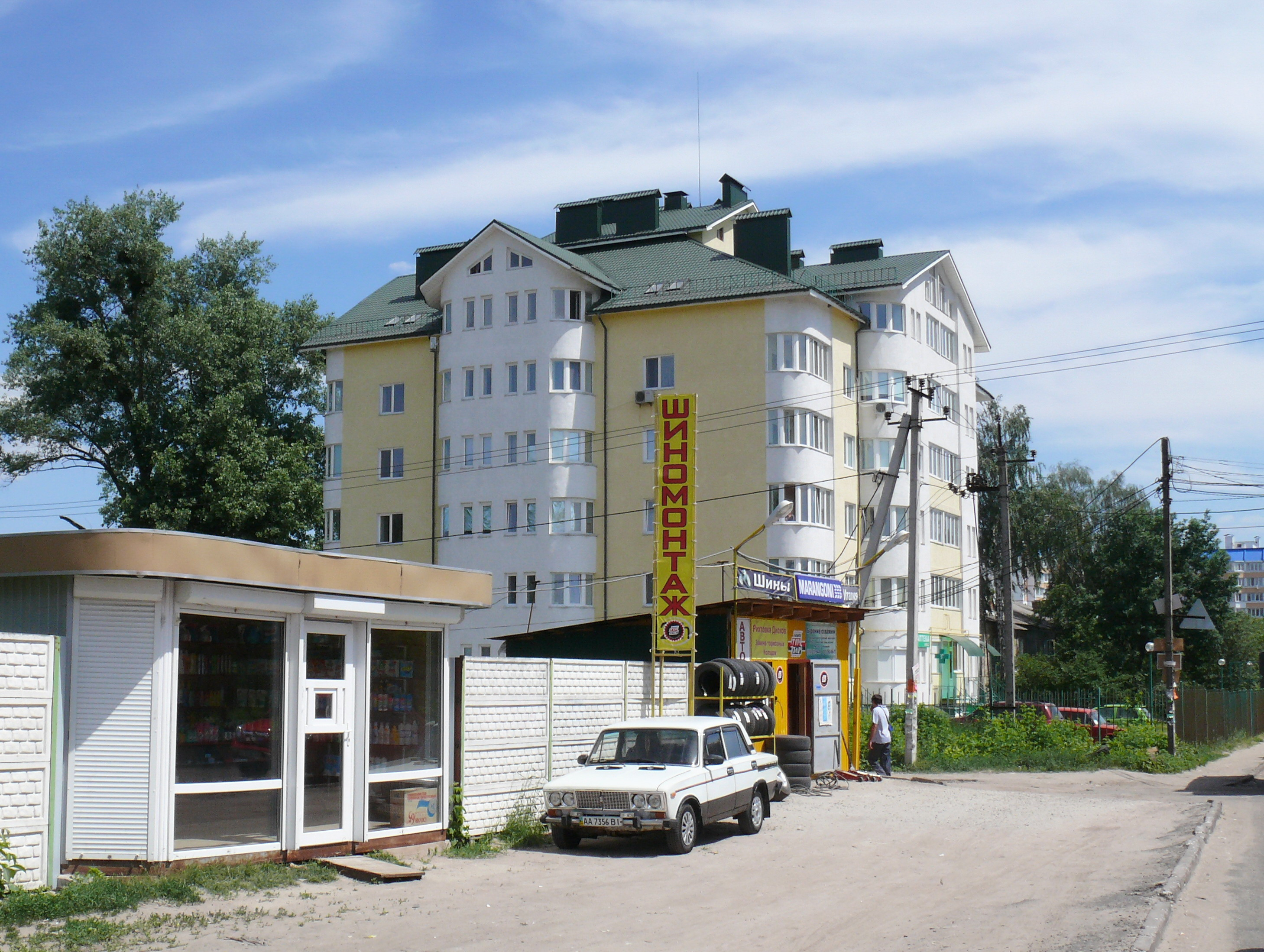
Clădiri noi de sat
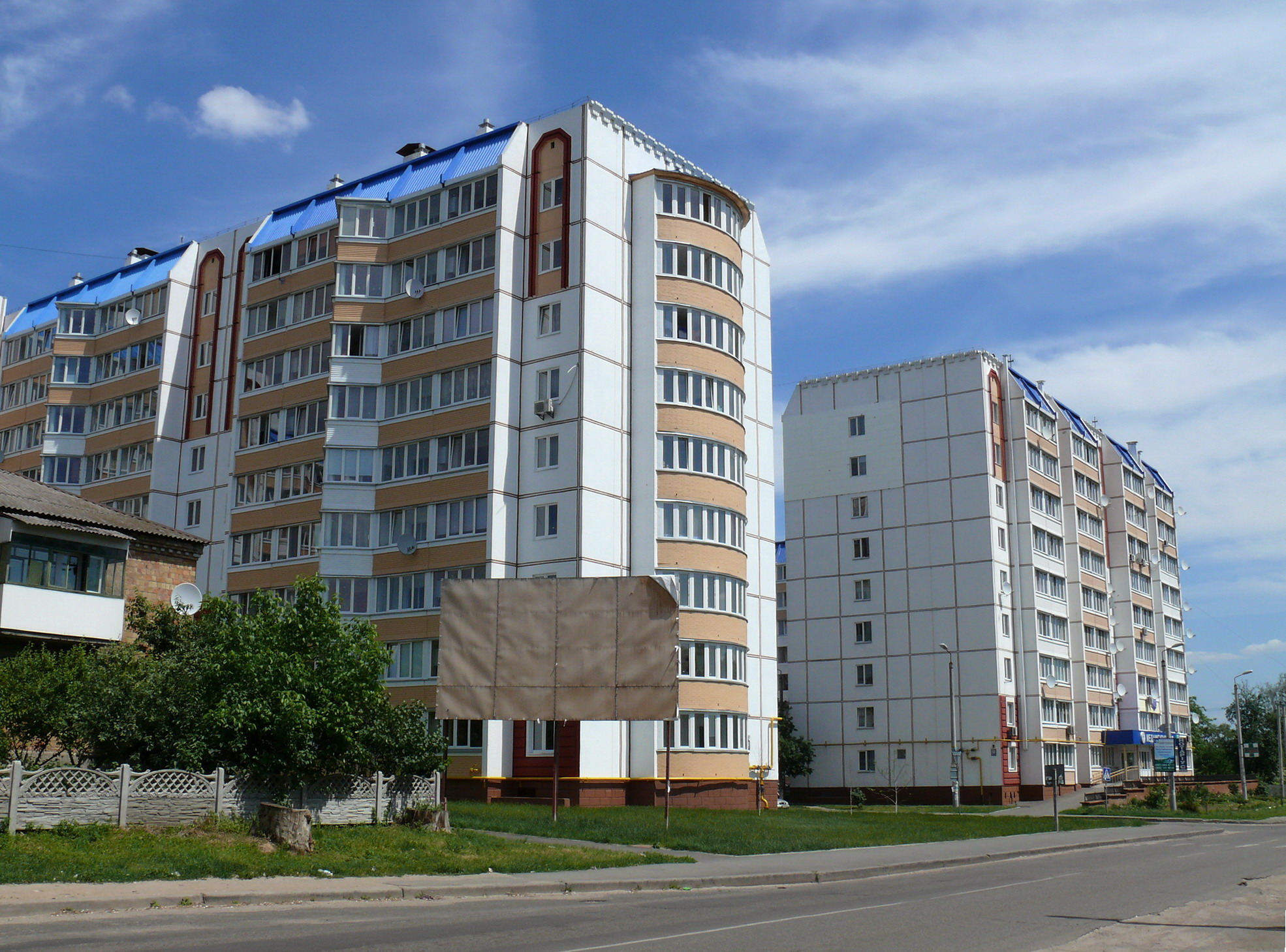
Clădiri rezidențiale noi
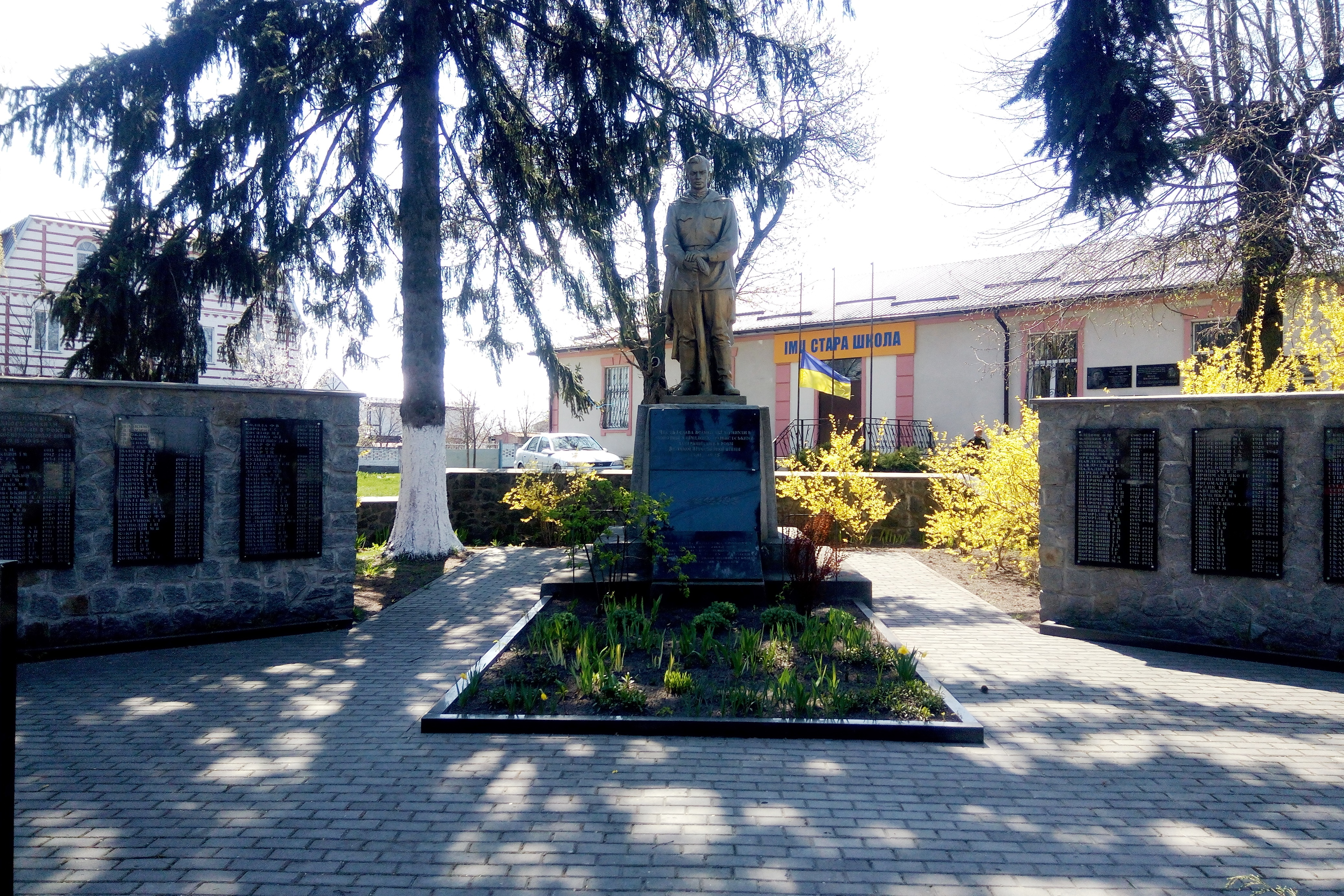
Mormânt comun al soldaților uciși în timpul celui de-al doilea război mondial
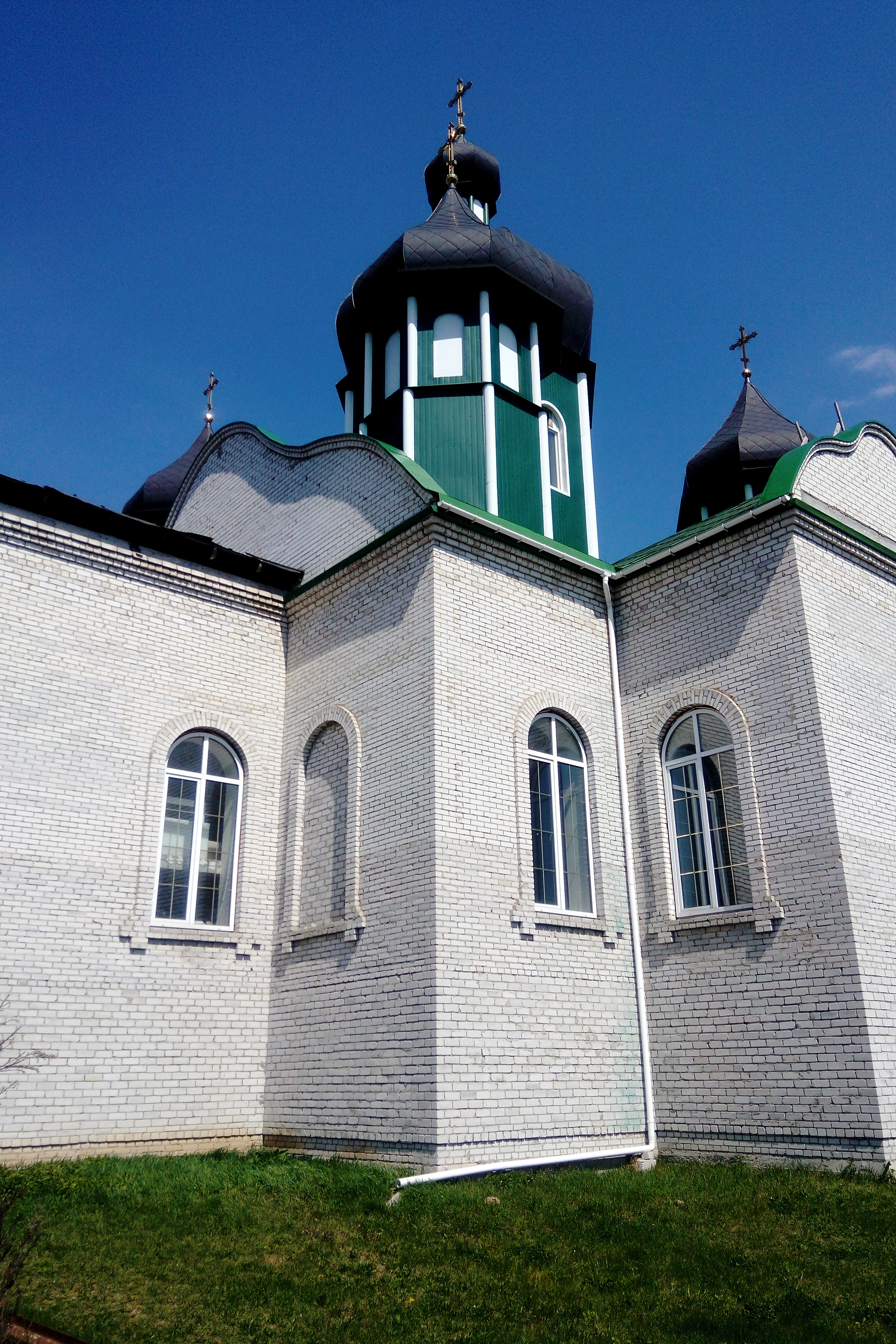
Biserica Adormirea Maicii Domnului
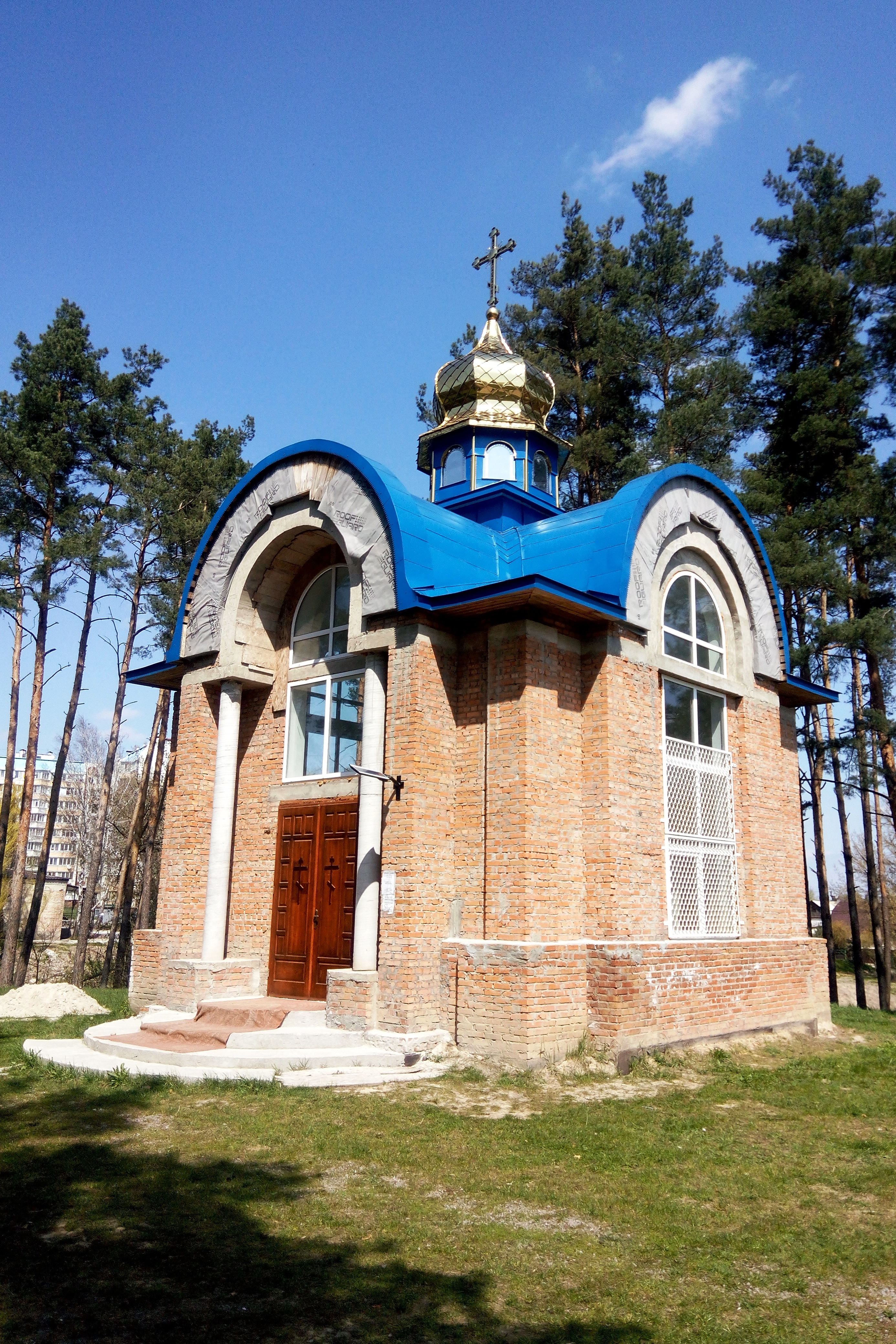
Biserica din Ostrovsky Lane
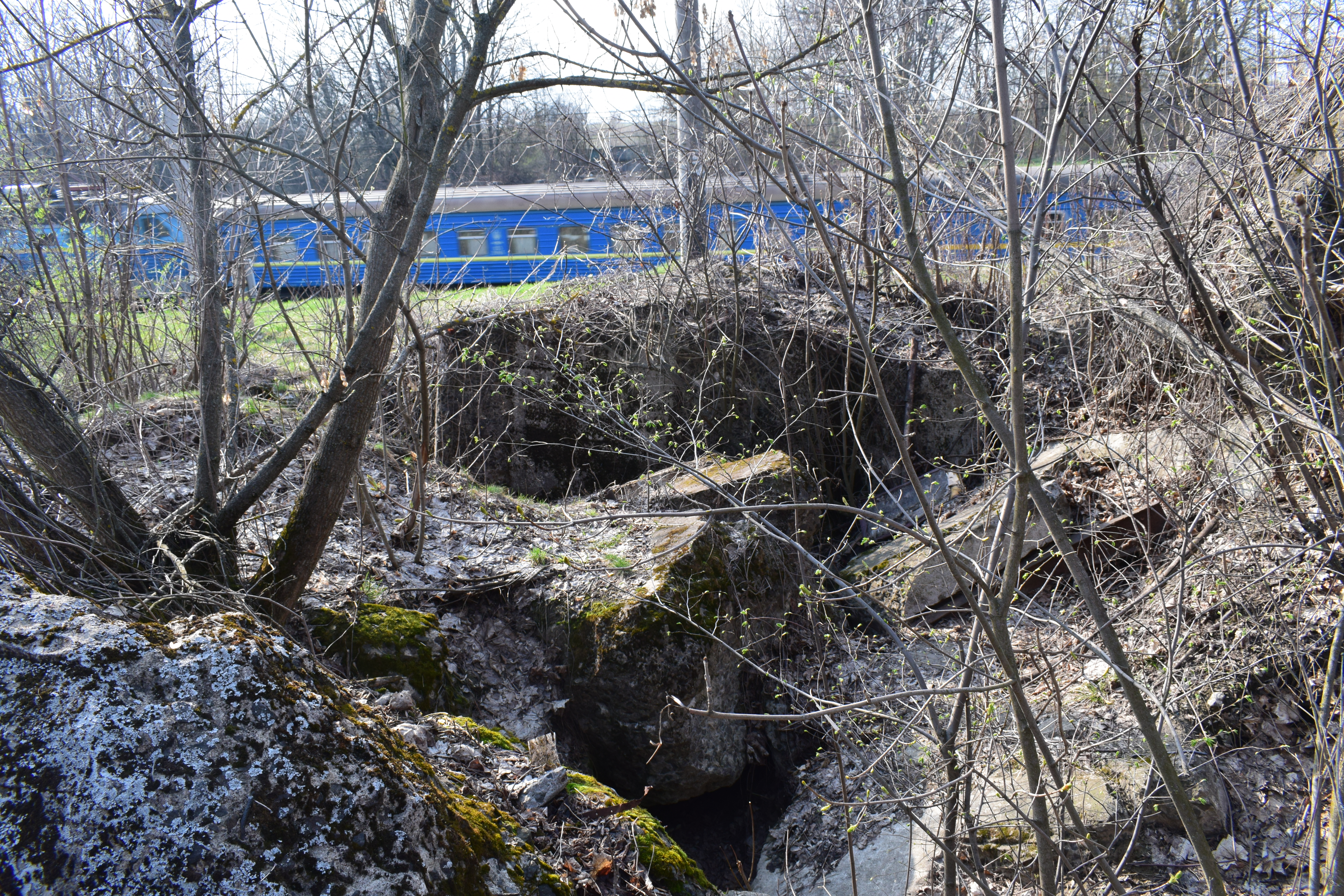
Buncăr №229
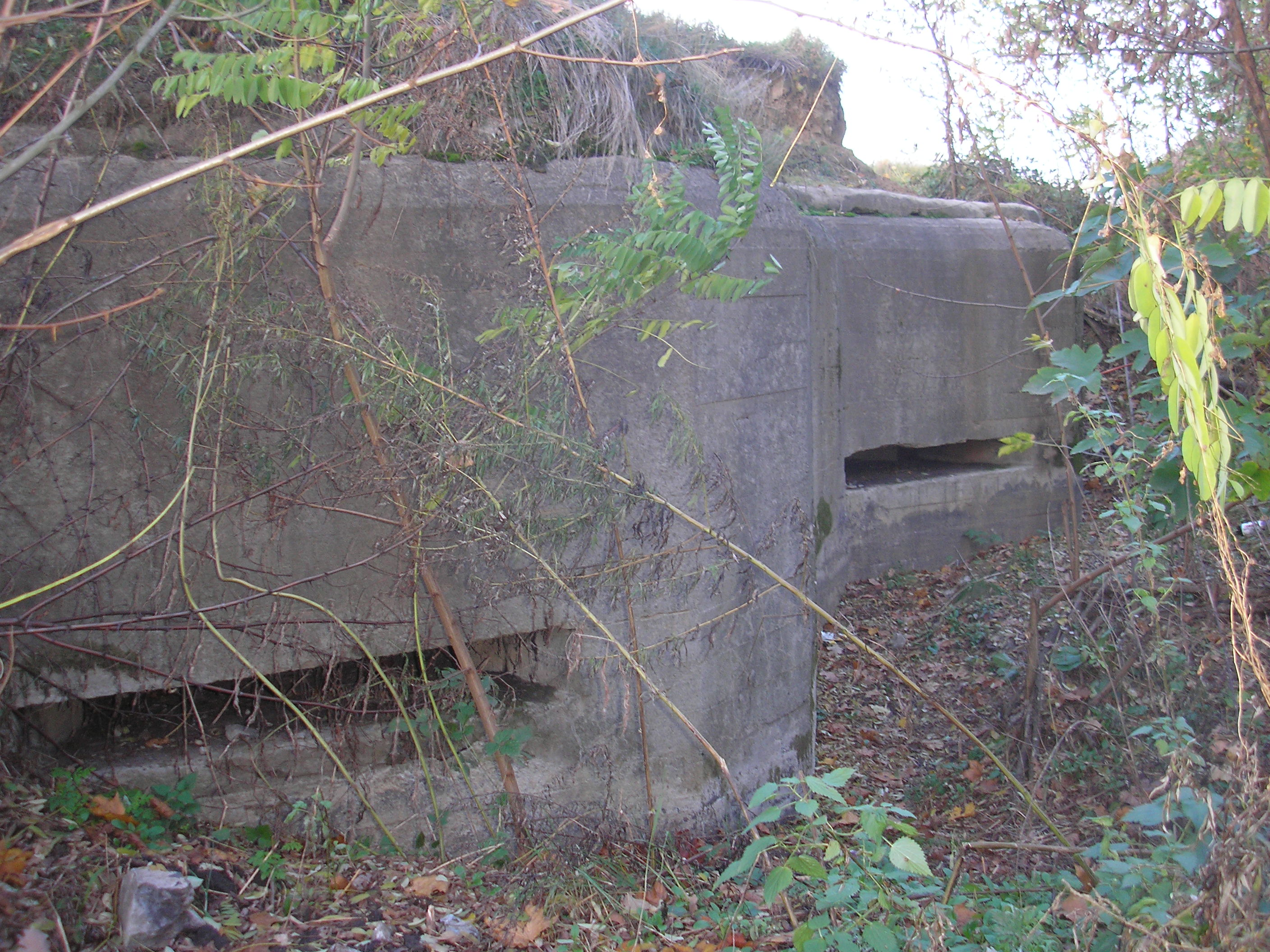
Post de comandă și observație №230
Poziția artileriei №231